# Бенжио, Йошуа
Йошуа Бенжио (фр. Yoshua Bengio; род. 1964, Париж, Франция) — канадский математик, кибернетик и информатик, наиболее известный работами в области искусственного интеллекта, искусственных нейронных сетей и глубокого обучения.
Член Королевского общества Канады (2017), Лондонского королевского общества (2020).

## Биография
Родился в еврейской семье. Степени бакалавра технических наук (по электротехнике), магистра (по информатике) и доктора наук (по информатике) получил в Университете Макгилла. Постдокторантуру проходил в Массачусетском технологическом институте и AT&T Bell Labs. С 1993 года — преподаватель в Университете Монреаля. Возглавляет MILA (Монреальский институт алгоритмов обучения), является содиректором проекта «Learning in Machines & Brains» Канадского института перспективных исследований.
Бенжио, совместно с Джеффри Хинтоном и Яном Лекуном считаются «крестными отцами» искусственного интеллекта.
В 2018 году, совместно с Хинтоном и Лекуном, стал лауреатом премии Тьюринга.
В 2023 года он был назначен членом научно-консультативного совета Организации Объединенных Наций по техническим достижениям.

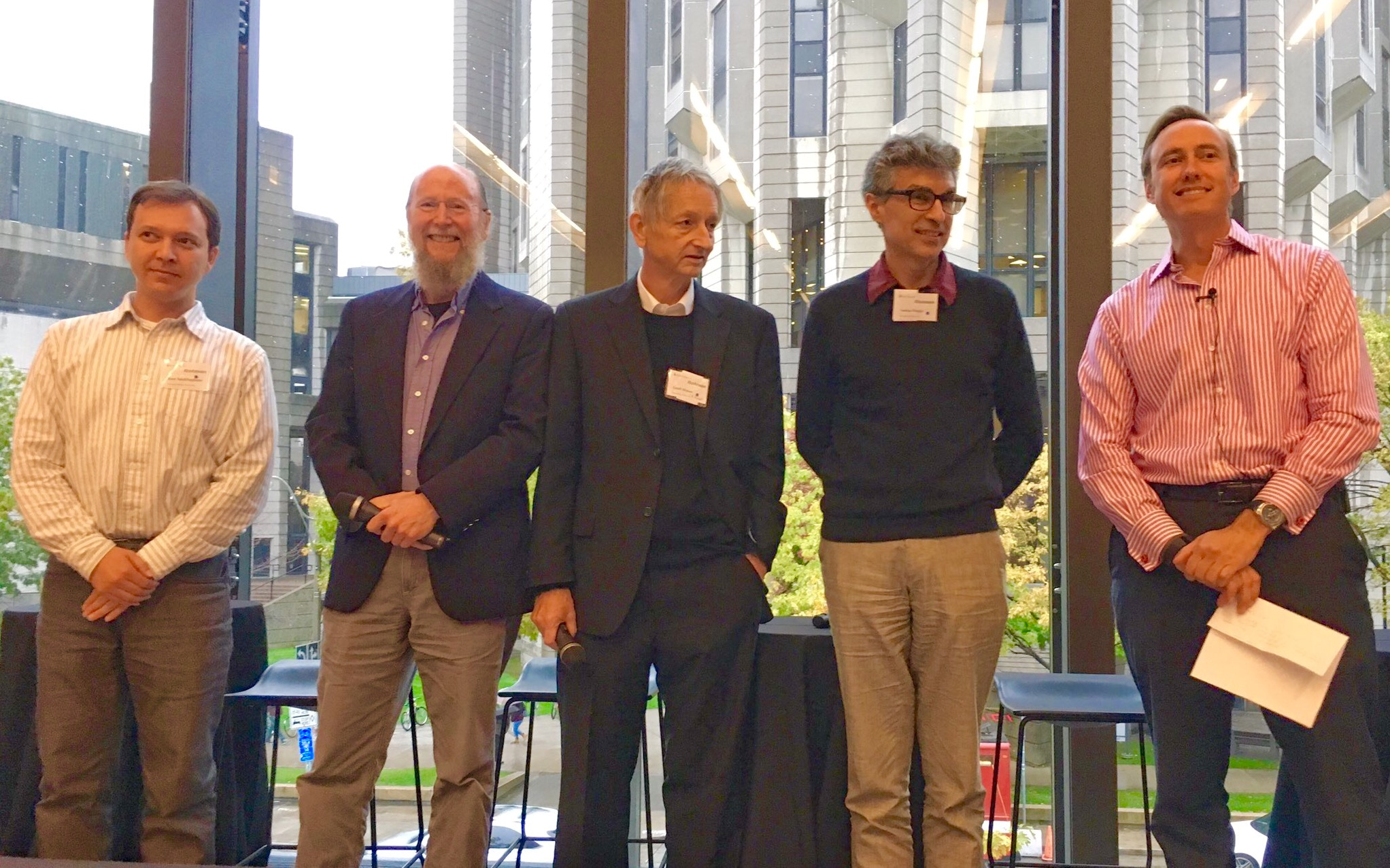
Слева направо: Русс Салахутдинов, Ричард Саттон, Джеффри Хинтон, Йошуа Бенжио и Стив Джурветсон[англ.] в 2016 году